# Chiara Chiti
Chiara Chiti (* 21. August 1987 in Florenz) ist eine italienische Schauspielerin.

## Biografie
Chiti verließ ihre Heimatstadt 2006, um an der Università Cattolica del Sacro Cuore das Studium für Kommunikation und Marketing aufzunehmen. 2007 bekam sie die Hauptrolle als Elena Chiantini im Kinofilm Reich und verdorben, der 2008 im November des Folgejahres seine Premiere hatte.

## Filmografie
- 2007: SMS - Sotto mentite spoglie, Regie: Vincenzo Salemme
- 2008: Reich und verdorben (Un gioco da ragazze), Regie: Matteo Rovere
- 2010: Vorrei vederti ballare, Regie: Nicola Deorsola